# FC Tehnofrig Cluj-Napoca
Fotbal Club Tehnofrig Cluj-Napoca, cunoscut sub numele de Tehnofrig Cluj, a fost un club de fotbal profesionist din Cluj-Napoca, județul Cluj.

## Istoric
În sezonul 1966-1967, al campionatului regional al României termină pe locul 2 Seria Someș din Regiunea Cluj. Doar locul 1 participa la finala campionatului contra campioanei Seriei Mureș. 
Un an mai târziu, în sezonul 1967-1968, Tehnofrig termină pe 3, dar promovează in Divizia C datorită schimbării sistemului competițional. 

### Deceniul 1968-78
Perioada 1968-78 a fost cea mai bună din istoria clubului, participând în liga a III-a cu excepția sezoanelor 70-71 si 74-75, când a retrogradat în liga a IV-a, dar a revenit imediat în ligile naționale.
La primul sezon de liga 3, 1968-1969, a ocupat locul 11. Al doilea sezon (1969-70) nu a fost unul reușit terminând abia pe locul 15, loc retrogradabil în campionatul județean. A promovat imediat înapoi în liga a III-a, după ce a câștigat liga a IV-a Cluj 1970-71. În sezonul 1971-72 a încheiat pe locul 9. Sezonul următor a terminat pe ultimul loc 14, dar a fost scutit de retrogradare. In sezonul  '73-74, a terminat cu 23 de puncte, chiar sub linia de salvare de la retrogradare, la 3 puncte de Dermata. După ce a câștigat sezonul 1974-75 a campionatului județean, a dat la baraj de campioana județului Mureș, Mureșul Luduș. Acasă a fost 4–1, iar la Luduș s-a terminat 1–3.

## Cronologia numelui
| Nume                      | Perioada  |
| ------------------------- | --------- |
| FC Tehnofrig Cluj         | 1949–1974 |
| FC Tehnofrig Cluj-Napoca  | 1974–1990 |
| Metalo Chimic Cluj-Napoca | 1990–2001 |

## Palmares
Divizia C 
- Locul 9 (1): 1971-1972
- Locul 11 (1): 1968-1969

 Campionatul Regional de Fotbal al României
 Vicecampioni (1): 1966-1967
 Locul 3 (1): 1967-1968
 Liga a IV-a Cluj
 Campioni (2): 1970–71, 1974–75,

## Antrenori
- Ladislau Raffinsky (1962-1964)